# Papa Zacaries
Zacaries (690? - 752) va ser papa de l'Església Catòlica (741-752). Amb prou feines se sap res de la seva vida abans de ser coronat papa. En els primers anys del pontificat, Zacaries va aconseguir que els llombards (poble germànic que va ocupar el nord de l'actual Itàlia), tornessin algunes ciutats a l'Església.
Fora de la península Itàlica, Zacaries va contribuir a fer que Pipí el Breu, destronés a Khilderic III, últim rei merovingi. Pipí el breu, majordom de palau, era l'home fort que governava en la pràctica al poble franc, i Khilderic III un rei dèbil amb el qual s'acabaria el llinatge de Clodoveu. En aquesta situació, per legitimar la seva planejada usurpació del tron, Pipí el Breu va fer al papa una comprometedora consulta carregada en aparença d'ingènua recerca de la conducta ortodoxa: «Qui ha de ser el rei dels francs? Aquell que exerceix la reialesa en la pràctica o aquell que l'ostenta nominalment?». El papa va acabar la qüestió amb aquest veredicte «Qui ho és de fet, sigui-ho de dret».
Així va néixer una forta relació de vincles polítics i religiosos entre el papat i la dinastia carolíngia, fundada per Pipí. Zacaries va enviar l'arquebisbe Bonifaci perquè coronés Pipí el Breu com a rei dels francs en nom seu.

### Obres civils
Zacaries va fer erigir l'església original de Santa Maria sopra Minerva sobre un antic temple dedicat a Minerva, a prop del Panteó. També va restaurar el palau del Laterà, molt decaigut, i va traslladar la relíquia del cap de Sant Jordi a l'església de San Giorgio al Velabro.
A Roma hi havia alguns mercaders venecians que compraven esclaus per a vendre'ls als regnes musulmans de l'Àfrica. Sembla que Zacaries va prohibir aquest tràfic, després de comprar els esclaus i donar-los a llibertat.